# Mistrzostwa Europy w Kolarstwie Torowym 2015
Mistrzostwa Europy w Kolarstwie Torowym 2015 odbyły się między 14 – 18 października 2015 roku w hali Velodrome Suisse w szwajcarskim Grenchen.

## Medaliści

### Mężczyźni
| Konkurencja                        | Złoto | Srebro                                                               | Brąz                                                                                                  |
| ---------------------------------- | --- | -------------------------------------------------------------------- | --- |
| Wyścig punktowy                    | Wojciech Pszczolarski                                                                                            | Benjamin Thomas                                                      | Claudio Imhof                                                                                         |
| Sprint indywidualny                | Jeffrey Hoogland                                                                                                 | Max Niederlag                                                        | Damian Zieliński                                                                                      |
| Wyścig indywidualny na dochodzenie | Stefan Küng | Domenic Weinstein                                                    | Dion Beukeboom                                                                                        |
| 1000 m                             | Jeffrey Hoogland                                                                                                 | Joachim Eilers                                                       | Robin Wagner                                                                                          |
| Omnium                             | Elia Viviani | Lasse Norman Hansen                                                  | Jonathan Dibben                                                                                       |
| Keirin                             | Pavel Kelemen | François Pervis                                                      | Dienis Dmitrijew                                                                                      |
| Madison                            | Hiszpania Sebastián Mora · Albert Torres                                                                         | Rosja Michaił Radionow · Andriej Sazanow                             | Francja Morgan Kneisky · Bryan Coquard                                                                |
| Scratch                            | Sebastián Mora                                                                                                   | Tristan Marguet                                                      | Adrian Tekliński                                                                                      |
| Sprint drużynowy                   | Holandia Nils van ’t Hoenderdaal · Jeffrey Hoogland · Hugo Haak                                                  | Polska Grzegorz Drejgier · Rafał Sarnecki · Krzysztof Maksel         | Niemcy Joachim Eilers · Max Niederlag · Robert Förstemann · Maximilian Levy                           |
| Wyścig drużynowy na dochodzenie    | Wielka Brytania Jonathan Dibben · Owain Doull · Andrew Tennant · Bradley Wiggins · Steven Burke · Matthew Gibson | Szwajcaria Silvan Dillier · Stefan Küng · Frank Pasche · Thery Schir | Dania Lasse Norman Hansen · Daniel Hartvig · Casper Pedersen · Rasmus Quaade · Mathias Møller Nielsen |
| Wyścig eliminacyjny                | Bryan Coquard | Simone Consonni                                                      | Christopher Latham                                                                                    |

### Kobiety
| Konkurencja                        | Złoto                                                                                        | Srebro | Brąz                                                                                    |
| ---------------------------------- | -------------------------------------------------------------------------------------------- | --- | --------------------------------------------------------------------------------------- |
| Wyścig punktowy                    | Katarzyna Pawłowska                                                                          | Élise Delzenne | Stephanie Pohl                                                                          |
| Sprint indywidualny                | Elis Ligtlee                                                                                 | Anastasija Wojnowa | Kristina Vogel                                                                          |
| Wyścig indywidualny na dochodzenie | Katie Archibald                                                                              | Élise Delzenne | Ciara Horne                                                                             |
| 500 m                              | Anastasija Wojnowa                                                                           | Elis Ligtlee | Darja Szmielowa                                                                         |
| Omnium                             | Laura Trott                                                                                  | Amalie Dideriksen | Aušrinė Trebaitė                                                                        |
| Keirin                             | Elis Ligtlee                                                                                 | Virginie Cueff | Jekatierina Gnidienko                                                                   |
| Scratch                            | Laura Trott                                                                                  | Kirsten Wild | Roxane Fournier                                                                         |
| Sprint drużynowy                   | Rosja Anastasija Wojnowa · Darja Szmielowa                                                   | Niemcy Kristina Vogel · Miriam Welte                                                                                           | Holandia Elis Ligtlee · Laurine van Riessen                                             |
| Wyścig drużynowy na dochodzenie    | Wielka Brytania Laura Trott · Katie Archibald · Elinor Barker · Joanna Rowsell · Ciara Horne | Rosja Gulnaz Badykowa · Tamara Bałabolina · Aleksandra Czekina · Marija Sawicka · Aleksandra Gonczarowa · Jewgienija Romaniuta | Białoruś Kaciaryna Piatrouskaja · Palina Piwawarawa · Ina Sawienka · Marina Szmajankowa |
| Wyścig eliminacyjny                | Katie Archibald                                                                              | Annalisa Cucinotta | Irene Usabiaga                                                                          |

## Tabela medalowa
| Miejsce | Państwo         | złoto | srebro | brąz | Razem |
| ------- | --------------- | ----- | ------ | ---- | ----- |
| 1.      | Wielka Brytania | 6     | 0      | 3    | 9     |
| 2.      | Holandia        | 5     | 2      | 2    | 9     |
| 3.      | Rosja           | 2     | 3      | 3    | 8     |
| 4.      | Polska          | 2     | 1      | 2    | 5     |
| 5.      | Hiszpania       | 2     | 0      | 1    | 3     |
| 6.      | Francja         | 1     | 5      | 2    | 8     |
| 7.      | Szwajcaria      | 1     | 2      | 1    | 4     |
| 8.      | Włochy          | 1     | 2      | 0    | 3     |
| 9.      | Czechy          | 1     | 0      | 1    | 2     |
| 10.     | Niemcy          | 0     | 4      | 3    | 7     |
| 11.     | Dania           | 0     | 2      | 1    | 3     |
| 12.     | Białoruś        | 0     | 0      | 1    | 1     |
| 12.     | Litwa           | 0     | 0      | 1    | 1     |